# 龙街镇 (威宁县)
龙街镇，是中华人民共和国贵州省毕节市威宁彝族回族苗族自治县下辖的一个乡镇级行政单位。

## 行政区划
龙街镇下辖以下地区：
中心村、大院村、奢基姑村、龙街村、方井村、大寨村、甫嘎村、龙河村、小米村、木槽村、同心村、朝阳村、海龙村、银桥村、红星村、银泉村、金星村、扎塘村、新水村、和平村、高峰村、营合村、丰光村和团结村。